# Medal „Za uśmierzenie buntu polskiego”
Medal za Uśmierzenie Buntu Polskiego (ros. Медаль „За усмирение польского мятежа”) – odznaczenie Imperium Rosyjskiego ustanowione dla wyróżnienia uczestników tłumienia powstania styczniowego.

## Historia
Odznaczenie zostało ustanowione ukazem cesarza Aleksandra II Romanowa z dnia 1 stycznia 1865, dla nagrodzenia uczestników walk przeciwko polskim oddziałom powstańczym w trakcie powstania styczniowego w latach 1863-1864.
Medal posiadał jeden stopień oraz dwa warianty różniące się kolorem – jasny i ciemny brąz, które przyznawano różnym grupom uczestników. 
W latach 1865–1868 w mennicy w Petersburgu wybito 368 133 sztuki z medalu jasnego brązu i 231 221 sztuk z ciemnego brązu, czyli łącznie 599 354 sztuki dwóch wariantów medalu. Medale wybito w kilku seriach: w 1865 roku wybito wszystkie medale wariantu z jasnego brązu i 24 800 sztuk z ciemnego brązu. W 1866 r. wybito większość medali z ciemnego brązu, czyli 187 685 sztuk, a w następnych latach 1867–1868 odpowiednio 9736 i 9000 sztuk medali z ciemnego brązu.

## Zasady nadawania
Odznaczenie wykonane z jasnego brązu otrzymali wojskowi wszystkich rang od generała do szeregowego, żołnierze straży pogranicza, małorosyjskich pułków kozackich guberni czernihowskiej i połtawskiej, milicji konnej ujezdów dyneburskiego i rzeżyckiego, medycy, kapelani wojskowi, którzy w latach 1863–1864 brali udział w walkach z powstańcami, medal ten nadawano też chłopom, którzy walczyli z bronią w ręku. Od 1877 nadawano go też wojskowym wszystkich rang rosyjskiej marynarki wojennej, którzy w czasie powstania znajdowali się na okrętach u brzegów Kurlandii.
Odznaczenie wykonane z ciemnego brązu otrzymywali urzędnicy cywilni i wojskowi, którzy w latach 1863–1864 służyli na terenie Królestwa Polskiego i Kraju Zachodniego, którzy nie brali udziału w walkach, ale swoimi działaniami wspomagali tłumienie powstania, przyznawano go również innym obywatelom, którzy wspomagali rosyjską administrację oraz wojsko.
Wybito 368 133 sztuki w kolorze jasnobrązowym i 231 221 sztuk w kolorze ciemnobrązowym. Łącznie nadano około 600 tysięcy medali w obu wariantach.

## Opis odznaki
Odznaką medalu jest okrągły medal o średnicy 28 mm wykonany z jasnego i ciemnego brązu.
Na awersie medalu znajduje się herb Rosji –  dwugłowy czarny orzeł z carską koroną, trzymający w szponach berło i jabłko, który na piersi ma herb Księstwa Moskiewskiego – tarczę z wizerunkiem św. Jerzego walczącego ze smokiem.
Na rewersie w centralnej części znajduje się data 1863 – 1864, a wzdłuż krawędzi wokół medalu napis „ЗА УСМИРЕНИЕ ПОЛЬСКАГО МЯТЕЖА” (Za uśmierzenie polskiego buntu).
Medal zawieszony jest na pięciokątnej blaszce pokrytej wstążką w kolorach Imperium Rosyjskiego, paski: biały, pomarańczowy i czarny.

## Galeria

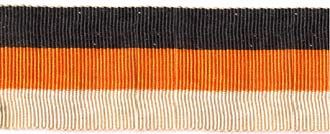
Baretka
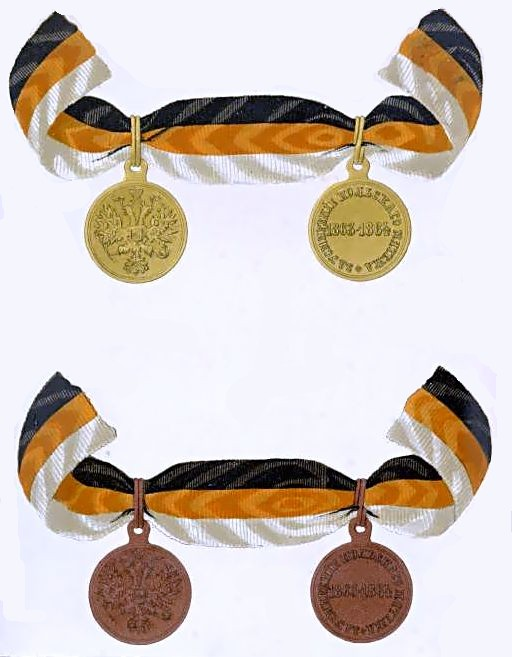
Dwa warianty medalu z baretką
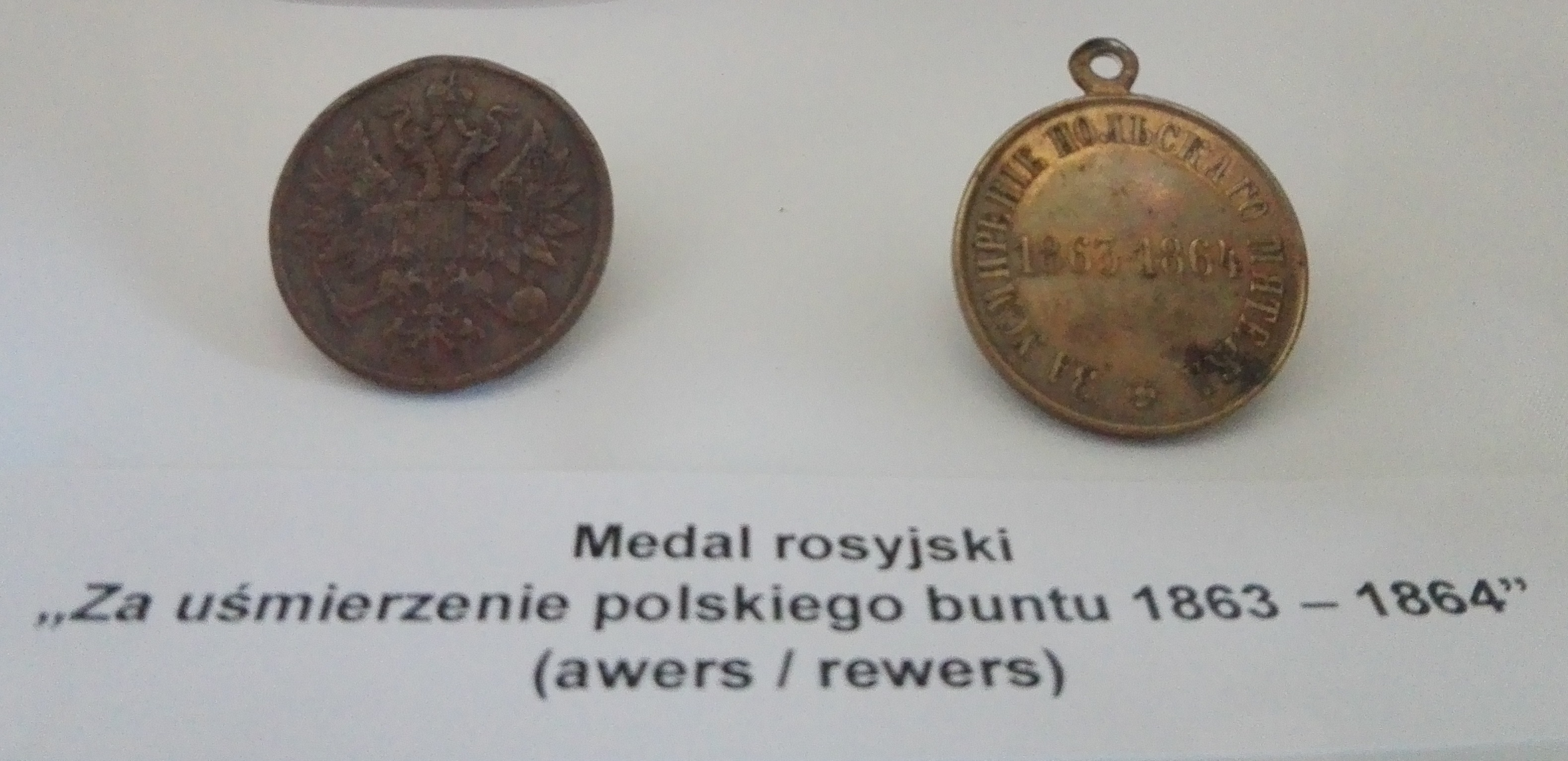
Awers i rewers medalu (Muzeum w Łowiczu, wystawa stała, 2023)

## Odznaczeni
Wśród nich znaleźli się m.in.:
- Józef Kowalewski (ciemnobrązowy) – polski filolog doceniony za swoją lojalność na urzędzie dziekana Wydziału Historyczno-Filologicznego warszawskiego uniwersytetu[6]
- Władysław Pieńkowski – późniejszy prezydent Łodzi
- Konstanty Romanow (1827–1892)
- Michaił Daragan